# Ercole Gonzaga

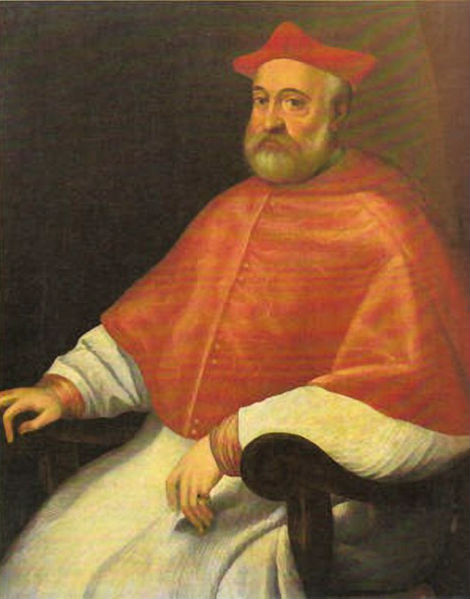
Kardinal Ercole Gonzaga von Mantua

Ercole Gonzaga (* 22. November 1505 in Mantua; † 2. März 1563 in Trient) war seit 1521 Bischof von Mantua, seit 1527 Kardinal und in der Zeit von 1540 bis 1559 Regent des Herzogtums Mantua.

## Biografie

### Die Familie und deren Einfluss
Ercole war der zweitgeborene Sohn des Markgrafen Francesco II. Gonzaga von Mantua. Seine Mutter war Isabella d’Este, die älteste Tochter von Herzog Ercole I. d’Este von Ferrara.
Er studierte von 1521 bis 1525 Philosophie und Literatur unter Pietro Pomponazzi an der Universität von Bologna. Neben Latein und Griechisch, erlernte er auch die Ansätze des Arabischen. In dieser Zeit entwickelte sich seine Leidenschaft für Bibliophilie, die später zu einem charakteristischen Merkmal seiner kulturellen Interessen wurde. Am 10. Mai 1521 wurde er zum Bischof von Mantua gewählt, erhielt die bischöfliche Weihe aber erst 1561.
Am Ende des Jahres 1521 begleitete er seinen Onkel, den Kardinal Sigismondo Gonzaga, zu dem Konklave, das Papst Hadrian VI. wählte. Nachdem Kardinal Sigismondo Anfang Oktober 1525 gestorben war, begab sich Ercoles Mutter nach Rom mit der Absicht, beim Papst die Kardinalswürde für ihren Sohn zu erwirken. Nach langwierigen Verhandlungen und mehrmaligen Vorsprachen beim Papst, erreichte Isabella d’Este durch ihre Beharrlichkeit ihr Ziel, wobei in die päpstliche Schatulle 20.000 Dukaten flossen, nach einigen Angaben sogar das Doppelte. Am 3. Mai 1527 erhielt Ercole Gonzaga von Papst Clemens VII. den Kardinalshut und wurde am 5. Mai 1527 zum Kardinaldiakon mit der Titelkirche Santa Maria Nuova ernannt. Überschattet wurde dieser familiäre Triumph durch den Sacco di Roma, die Plünderung Roms, die nur einen Tag später begann.

### Kardinal in Rom

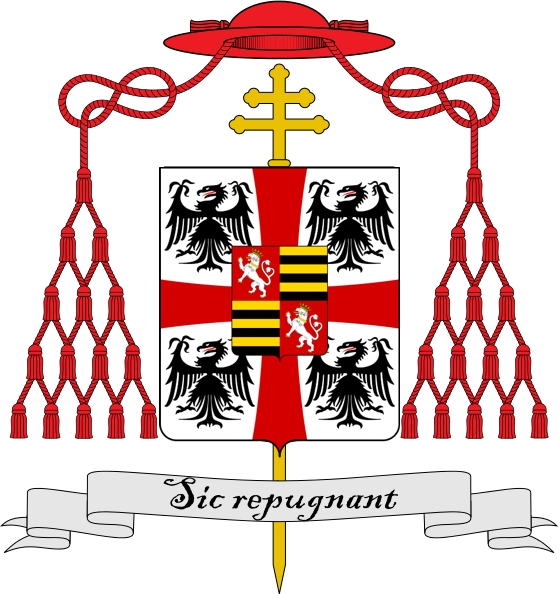
Kardinalswappen von Ercole Gonzaga, moderne Nachzeichnung

Zwischen 1529 und 1532 verwaltete Kardinal Ercole Gonzaga die Diözese Soana und wurde 1534 zum Gouverneur von Tivoli ernannt. Am 21. Oktober 1529 war er beim feierlichen Einzug von Papst Clemens VII. in Bologna anwesend und nahm am 24. Februar 1530 an den Krönungsfeierlichkeiten Kaiser Karls V. teil. Im folgenden März war er am Hof von Mantua, als seinem Neffen Federico II. Gonzaga durch den Kaiser in einer feierlichen Zeremonie die herzogliche Würde verliehen wurde. In den ersten Monaten des Jahres 1533 weilte er als päpstlicher Legat beim Kaiser in Genua. Er kehrte im September 1534 nach Rom zurück, als Gerüchte über die Krankheit von Clemens VII. laut wurden. Nach dessen Tod trat er in das Konklave ein. Er entschied sich, mit den spanischen, deutschen und italienischen Anhängern Karls V. zu stimmen, sah jedoch die Wahl eines neutralen Kandidaten voraus, was durch die Wahl Alessandro Farneses der den Namen Paul III. annahm, am 13. Oktober 1534 Wahrheit wurde. Die politische Aktivität von Kardinal Gonzaga konzentrierte sich auf die Vertretung habsburgischer Interessen. So veranlasste er, als Karl V. eingriff um Kardinal Benedetto Accolti zu beschützen, der im April 1535 inhaftiert worden war, dass das verhängte Todesurteil aufgehoben wurde. Er unterhielt enge Beziehungen zum Kaiser und lieferte ihm wichtige Informationen über die Strategien von Paul III. und die Manöver der italienischen Fürsten.
Kardinal Gonzaga zeigte auch Neigungen das geistige und religiöse Leben zu pflegen und seinen Horizont zu erweitern. Seit einem Treffen in Mantua im Jahr 1532 war er in Kontakt mit Juan de Valdés, dessen radikale Spiritualität für ihn eine neue Erfahrung darstellte. Er korrespondierte auch mit Vittoria Colonna und im Frühjahr 1535 hörte er, gemeinsam mit anderen Kardinälen, die Predigten von Bernardino Ochino in der Basilika San Lorenzo in Damaso. Er wusste trotz allem, wie man sich im Kontext religiöser Einstellungen dieser Epoche geschickt bewegte. Während sein Haus in Rom für die Freiheit bekannt war, mit der hier die unterschiedlichen Anschauungen diskutiert wurden, gelang es ihm, bei den Vertretern der engsten Gruppe der Kurie in hohem Ansehen zu stehen, wie die öffentlichen Lobpreisungen von Gian Pietro Carafa, dem späteren Papst Paul IV., zeigen.
In derselben Zeit enthüllten die ersten pastoralen Besuche, die in der Diözese Mantua angeordnet worden waren, Fälle von Ignoranz und verwerflichem Verhalten unter den Ordensleuten. Kardinal Gonzaga gab Anweisungen zur Behebung der Missstände und zögerte nicht, Herzog Federico um Unterstützung zu bitten. Gleichzeitig förderte er die Gründung der Società del Corpo di Cristo (Gesellschaft des Leibes Christi), eine Laienvereinigung, die sich mildtätigen Aufgaben widmete. In Rom wurde seine Position zunehmend schwieriger. Er beklagte sich, dass er „ohne einen gesegneten Quattrino“ sei (kleinste Münze dieser Zeit) und auch die Hoffnung auf die Abtei Lucedio musste er begraben; mit ihr wurde Alessandro Farnese, der Enkel des Papstes, bedacht. Er hoffte auf kaiserliche Unterstützung für seine Leistungen, musste sich aber mit gelegentlichen Aufträgen und der spanischen Diözese Tarazona begnügen, die er im Juni 1537 erhielt. Der entscheidende Faktor seiner Abreise aus Rom war jedoch die Ankündigung, ein Konzil nach Mantua zu berufen.

### Rückkehr nach Mantua
Im Frühjahr 1537 nahm Ercole Gonzaga den schlechten Gesundheitszustand der Mutter als Vorwand, um Karl V. um die Erlaubnis zu bitten, nach Mantua zurückzukehren und dort seinen ständigen Wohnsitz zu nehmen. Zeitgleich kursierten in Rom Gerüchte, dass der Papst seine Abwesenheit mit der Exkommunikation bestrafen würde. Unter der Leitung von Pietro Bertano, seit 1537 Bischof von Fano, vertiefte er sich in theologische Studien, wobei er sich auf Schriftstücke konzentrierte, die damals umstritten waren, wie die Paulusbriefe, und auf die Grundlagen der thomistischen Philosophie. In seiner Diözese setzte Ercole Gonzaga neue Impulse, indem er die scuola dei chierici della cattedrale (Schule der Kleriker der Kathedrale) für die Bildung des Klerus gründete. Es gelang ihm, disziplinäre Verstöße zu verringern und allmählich eine strengere Lebensregel im kirchlichen Alltag durchzusetzen. Er gehörte zu den Prälaten, die für Akzente religiöser Erneuerung am sensibelsten waren, und unterhielt Kontakte zu wichtigen Mitgliedern der Gruppe der Spirituali, zu der unter anderem Gasparo Contarini, Reginald Pole, Federigo Fregoso und Gian Matteo Giberti, der Bischof von Verona, gehörten und die eine Reform der Kirche anstrebten. Bernardino Ochino folgte seiner Einladung in Mantua zu predigen im Advent 1538 und Frühjahr 1539.

### Erste Regentschaft für Francesco III. von Mantua

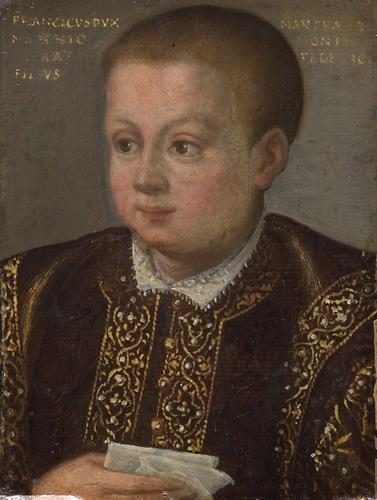
Francesco III. von Mantua

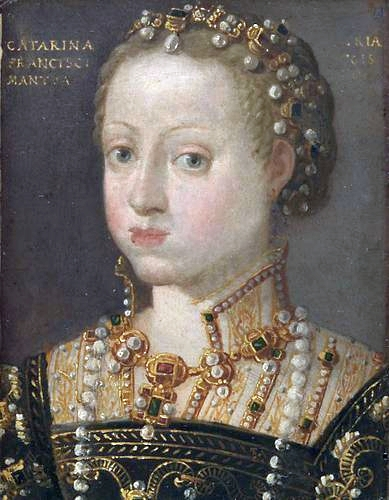
Katharina von Österreich

Politische Verpflichtungen sollten ihn von der Debatte über die Reform der Kirche abhalten. Im Juni 1540 starb sein Bruder Herzog Federico II. und dessen siebenjähriger Sohn Francesco III. folgte ihm. Ercole Gonzaga übernahm die Regentschaft des Herzogtums, nominell mit seinem Bruder Ferrante und der Schwägerin Margherita Palaiologa, de facto aber trug er die Verantwortung fast vollständig allein. Zu seinen ersten Maßnahmen zählten die Senkung der Gerichtskosten, die Verfolgung der Korruption, die Aufhebung unpopulärer Steuern und die Förderung des Handels. Danach wurde durch ihn eine Verwaltungsreform verabschiedet. Im sozialpolitischen Bereich förderte er die Einrichtung von Hilfswerken und die Erweiterung des Krankenhauses. In der Außenpolitik schloss er Abkommen mit Nachbarstaaten, die darauf hinaus liefen, das Herzogtum in der Neutralität zu bewahren und gleichzeitig die privilegierten Beziehungen zum Kaiser aufrechtzuerhalten. Das im Juni 1543 mit Kaiser Karl V. vereinbarte Ehebündnis zwischen dessen Nichte Katharina von Österreich und Ercole Gonzagas Neffen Francesco III., die beide zu diesem Zeitpunkt zehn Jahre alt waren, war dabei ein weiterer Baustein.
Ab dem Jahr 1542 verschärfte Papst Paul III., nachdem beim Reichstag zu Regensburg 1541 keine Übereinkunft zwischen katholischen und protestantischen Ansichten erzielt werden konnte, seine Gangart gegenüber den Spirituali. Bereits 1541 hatte er Gasparo Contarini als päpstlichen Legaten nach Bologna beordert und Reginald Pole nach Viterbo versetzen lassen, und damit beide aus Rom entfernt. Gegenüber Pole, mit seinen lutherischen Ideen und Ansichten und seinem Kreis (die Ecclesia Viterbiensis), fand die päpstliche Nachsicht nun ein Ende. Er wurde im Sommer 1542 Gegenstand von inquisitorischen Untersuchungen mit dem schweren Vorwurf der Häresie, die durch Juan Álvarez de Toledo geleitet wurden, der für seine restriktive Haltung bei Glaubensfragen bekannt war. Der zunehmenden Verschärfung von Rom und dem beginnenden Zerfall der religiösen Erneuerungsbewegung versuchte sich Ercole Gonzaga vorsichtig zu widersetzen. Bernardino Ochino der im Sommer 1542 seine Flucht vor den päpstlichen Häschern antrat, ließ er Mantua ungehindert verlassen und behauptete später ihn nicht erkannt zu haben, da dieser als ein Soldat verkleidet gewesen sei. Danach setzte er sich umgehend für Vergerius, den Bischof von Capodistria ein, als er erfuhr, dass dieser ebenfalls als verdächtig gemeldet worden war und in Rom vorgeladen wurde. Andererseits brach er aber alle Beziehungen zu ihm ab und forderte ihn Mitte August 1546 sogar auf, in Mantua keinem Ordensmann mehr zu schreiben.
Der gegenwärtigen Lage passte sich Ercole Gonzaga schnell an. Während er in seinem Kreis im Wesentlichen einen vorsichtigen Gedankenaustausch geduldet hatte und die Tätigkeit von Predigern, die nicht zögerten, heikle Themen vorzuschlagen, nie benachteiligte, wollte er den religiösen Dissens nicht in die Praxis umgesetzt haben. So folgte seiner Besorgnis über die ersten Zeichen der Anwesenheit von Lutheranern auf mantuanischem Gebiet, besonders in Viadana, Gonzaga und Castel Goffredo, in den vierziger Jahren ein offener Kampf gegen die Häresie im eigenen Land. In einem Aufruf stellte er am 4. Dezember 1543 für die Verbreitung des neuen Glaubens Strafen bis zum Scheiterhaufen in Aussicht, und am 10. Januar 1545 erließ er einen weiteren gegen den Besitz ketzerischer Bücher. 1545/46 ließ er mehrere Prozesse gegen Angeklagte, die der Verbreitung der lutherischen Lehre beschuldigt wurden, führen. Seinen Eifer lobte der Papst dafür öffentlich mit einer Bulle vom 7. Februar 1545. Gonzagas Abneigung gegen Paul III. wurde dadurch nicht geändert; als der Papst-Sohn Pier Luigi Farnese 1545 Parma erhielt, kommentierte er das mit wütenden Beschimpfungen. Er half sogar heimlich dem Herzog von Florenz, Cosimo I. de’ Medici, in einem Gerichtskonflikt mit Rom.
Am 22. Oktober 1549 fand in Mantua die seit 1543 geplante Heirat zwischen Francesco III. und Katharina von Österreich statt. Die Hochzeitsfeierlichkeiten dauerten noch an, als die Nachricht vom Tod von Papst Paul III. Mantua erreichte. Kardinal Gonzaga brach umgehend nach Rom auf und trat Ende November 1549 in das Konklave, das bis 7. Februar 1550 andauerte und aus dem Julius III. als neuer Papst hervorging. Gonzaga hatte sich im Konklave zugunsten von Kardinal Giovanni Salviati eingesetzt und war somit einer der Letzten, die sich der Wahl von Del Monte ergaben. Der neue Papst zeigte keinen Groll, sondern schenkte ihm einen kostbaren antiken Smaragd. Kardinal Gonzaga war noch in Rom, als er die Nachricht erhielt, dass der siebzehnjährige Herzog am 22. Februar 1550 auf tragische Weise gestorben war. Dessen zwölfjähriger Bruder Guglielmo kam als sein Nachfolger ebenfalls unter die Regentschaft Ercoles (wieder nominell gemeinsam mit dessen Bruder Ferrante). Ercole Gonzaga kam Anfang März nach Mantua zurück und ließ die Trauerfeierlichkeiten für den Herzog ausrichten.

### Zweite Regentschaft für Guglielmo von Mantua
Im Jahr 1551 wurde durch Ottavio Farnese, der mit seinen Truppen auf das päpstliche Territorium vordrang, Ercole Gonzaga in die Ereignisse hineingezogen. Er gehorchte dem Willen von Papst Julius III., der besorgt über die strategische Position der Festung von Sermide, von dem Gonzaga forderte, diese niederreißen zu lassen, um auf diese Weise zu vermeiden, dass sie im Kampf dem Farnese einen Vorteil brächte. Ercole Gonzaga konnte jedoch den französischen Einmarsch im September desselben Jahres in die Markgrafschaft Montferrat nicht verhindern. So war sein Bruder Ferrante Gonzaga gezwungen, nicht nur das ihm vom Kaiser anvertraute Herzogtum Mailand zu beschützen, sondern auch die Interessen seiner Familie im Montferrat zu verteidigen. Im Verlauf dieser Militäroperationen und des Krieges verloren die Gonzaga das von den Franzosen besetzte Montferrat und erhielten es erst durch den Frieden von Cateau-Cambrésis zurück.
Im März 1555 starb Julius III. und Kardinal Gonzaga kam am 3. April in Rom an. Im Konklave setzte er sich zwar zugunsten von Kardinal Ippolito d’Este ein, war aber ebenso zufrieden mit der Wahl von Marcellus II. am 9. April 1555. Am 10. April schrieb er an Ferrante Gonzaga, man könne endlich Hoffnung auf eine Reform der Kirche und ein Ende der Missbrauchsskandale haben. Er schien daher dem neu Gewählten sehr nahe zu stehen; aber kaum nach Mantua zurückgekommen, erhielt er die Nachricht vom plötzlichen Tod Marcellos II. und kehrte bereits Mitte Mai nach Rom zurück. Im Konklave nahm er entschieden Partei für die pro-habsburgischen Kardinäle und lehnte bis zum Ende die Kandidatur von Kardinal Carafa ab, der am 23. Mai unter dem Namen Paul IV. gewählter Papst wurde. Carafa, der Mitbegründer des Theatinerordens, galt als entschiedener Gegner der Spirituali und hatte am 5. Dezember 1549 im laufenden Konklave den erfolgreichsten Kandidaten auf die Papstnachfolge Kardinal Reginald Pole öffentlich der Häresie bezichtigt und damit damals dessen Wahl verhindert. Den erfolgreichsten Gegenkandidaten bei seiner eigenen Papstwahl, Kardinal Giovanni Morone, ließ Papst Paul IV. 1557 wegen Häresieverdachts verhaften und bis zum eigenen Tod im Jahr 1559 gefangen halten.
Ercole Gonzaga setzte sich wiederholt zugunsten Morones ein und drängte auf das Vorgehen der Habsburger, die Fristverlängerungen erwirkten. Paul IV. starb im August 1559 vor dem Ende des Prozesses. Im folgenden Konklave hatte Kardinal Gonzaga eine führende Rolle, da er auf die Unterstützung einiger italienischer Fürsten zählen konnte, wie die Herzöge von Florenz, Ferrara und Urbino sowie von Mantua. Herzog Guglielmo von Mantua war 1559 volljährig geworden, wodurch Ercoles Regentschaft endete. Bereits im Sommer 1558 hatte er die Haltung der Farnese ihm gegenüber sondiert und Ende August 1559 wurde seiner Kandidatur französische Unterstützung zugesagt, falls es nicht möglich wäre, die eigenen Kandidaten, die Kardinäle Ippolito d’Este oder Jean de Tournon zu wählen.

### Konklave von 1559 und das Konzil von Trient
Kardinal Gonzaga erreichte Rom im September 1559 und sofort wurde sein Name vorgeschlagen und von allen Fraktionen akzeptiert. Kardinal Cristoforo Madruzzo versäumte es jedoch, die gesamte Gruppe der Kardinäle, die auf Seiten der Habsburger standen, auf ihn abzustimmen. Alessandro Farnese und Guido Ascanio Sforza, Parteigänger der spanischen Habsburger, verweigerten Kardinal Gonzaga im September ihre Stimmen. Mit der Ankunft von Francisco Vargas in Rom, des Botschafters von Philipp II., schwanden Gonzagas Hoffnungen und schon Anfang Oktober war klar, dass sein Name dem spanischen Herrscher nicht gefiel. Er versuchte dann mit Gewalt eine Wendung zu erzwingen, indem er am 10. November den Rückzug seiner Kandidatur verkündete, verknüpft mit einer Rede im Konklave. Es folgten Verhandlungen, um die mit Kardinal Carafa verbundene Fraktion zu gewinnen, aber ein letzter Versuch für Gonzaga zu stimmen, scheiterte im Wahlgang am 13. Dezember. Zwölf paar Tage später, am 25. Dezember 1559, wurde die Einigung auf Kardinal Giovanni Angelo Medici erzielt, der mit dem Namen Pius IV. neuer Papst wurde.

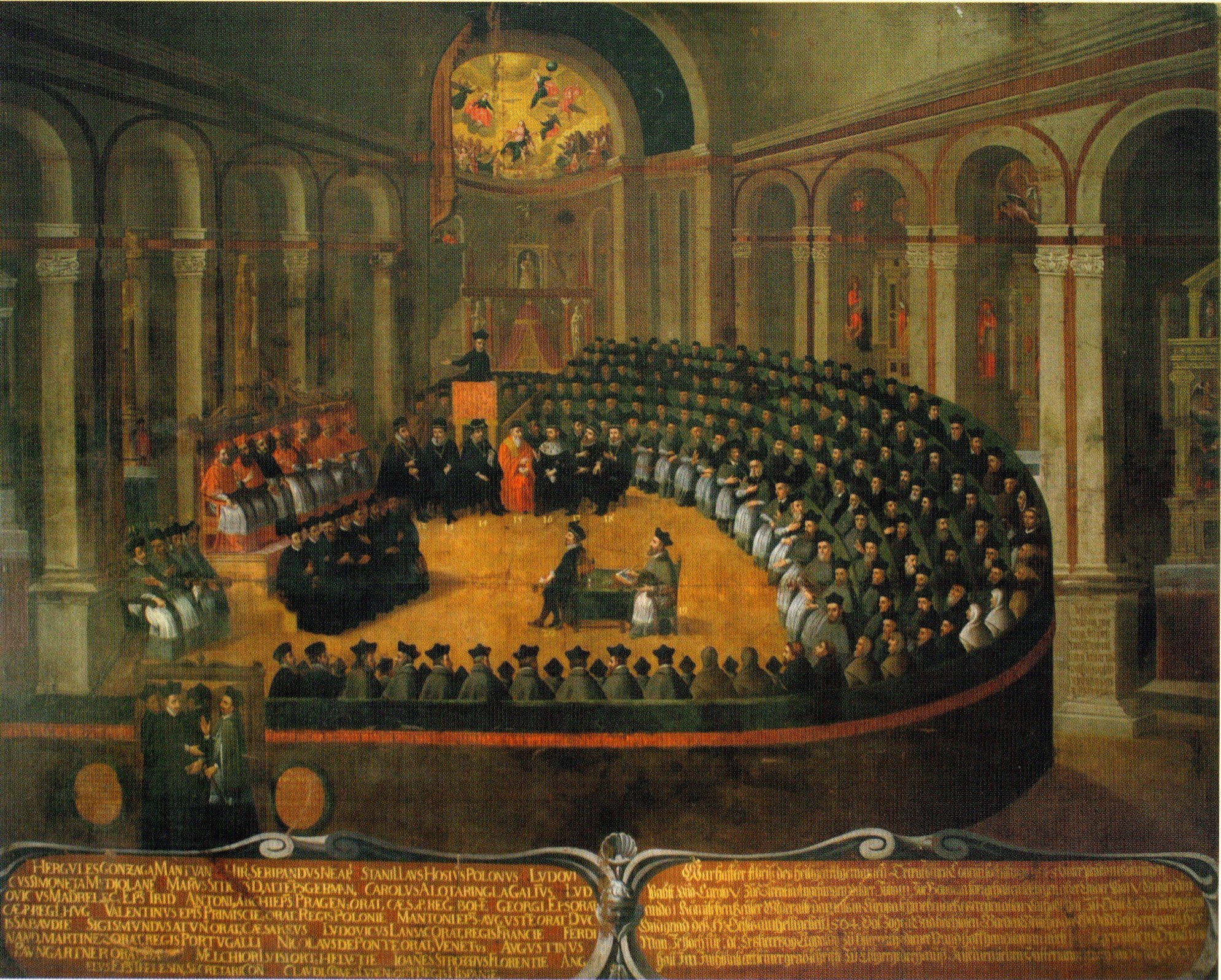
Kardinal Ercole Gonzaga leitet die Sitzung des Konzils von Trient in der Kirche Santa Maria Maggiore (Gemälde von 1633, Diözesanmuseum Trient)

Nach seiner Rückkehr nach Mantua wurde Kardinal Gonzaga mit einer Bulle vom 29. November 1560 in das Projekt von Papst Pius IV. involviert, nach zehn Jahren das Konzil von Trient wieder einzuberufen. Pius IV. setzte ihn als Legat ein, obwohl Ercole Gonzaga sich für nicht verfügbar erklärt hatte. Er befürchtete, dass der Eintritt in die Debatte über die Reform der Kirche seine Hoffnungen auf den päpstlichen Thron zu gelangen, gefährden würde. Nachdem er im Dezember eine kurze päpstliche Mahnung erhalten hatte, nahm er Anfang Februar 1561 den Auftrag an, jedoch mit der besonderen Bedingung, spanische Unterstützung zu erhalten. Gonzaga achtete darauf, seine Stellung am Hofe Philipps II. im Hinblick auf ein künftiges Konklave zu verbessern. Pius IV. war bereit, ihm jede Unterstützung zu gewähren, aber die internationale Lage zwang ihn, Gonzagas Nominierung bereits am 14. Februar im Konsistorium zu veröffentlichen und ihn kurz nach dem Befehl nach Trient zu schicken.
Im April 1561 traf Ercole Gonzaga auf Girolamo Seripando, den zweiten päpstlichen Legaten, und bezog mit ihm zusammen mit großem Gefolge Quartier im Palazzo Thun in Trient. Wenig später gab er ein Bankett auf dem Castello del Buonconsiglio zu Ehren von Erzherzogin Eleonore von Österreich, die über Trient weiter nach Mantua zu ihrer am 26. April 1561 stattfindenden Hochzeit mit Herzog Guglielmo reiste. Ab Mai 1561 fing Kardinal Gonzaga an, die Themen zu studieren, die in den vorherigen Sitzungen des Trienter Konzils behandelt wurden. Im folgenden Sommer suchte er Räumlichkeiten, um die Sicherheit der protestantischen Vertreter des Konzils zu gewährleisten. Im September bat er Kardinal Carlo Borromeo, ihm den genauen Umfang seines Mandats mitzuteilen und einige Fragen hinsichtlich einer Fortsetzung der früheren Tagungen oder Neuankündigungen, zu den zu erörternden Fragen und auch zur Reaktion für den Fall, dass die Überlegenheit des Papstes gegenüber dem Konzil in Frage gestellt werden würde, zu beantworten. Gonzaga als Dekan unterstand das Kollegium der eingebundenen Kardinäle, zu denen neben Girolamo Seripando auch Stanislaus Hosius gehörte. Da ihm jedoch keine wirksamen Befugnisse zustanden, war er überzeugt, dass die wiederholten Wertschätzungen des Papstes eher formeller Natur waren. Nach der Ankunft von Kardinal Ludovico Simonetta in Trient im Dezember 1561, erklärte Gonzaga sich für den Auftrag als ungeeignet; Pius IV. versicherte ihm jedoch weiterhin große Anerkennung. Wahrscheinlich vertraute er auf Gonzagas Autorität, den autonomen Druck der Versammlung zu kontrollieren.
Am 18. Januar 1562 wurde das Konzil durch Kardinal Gonzaga mit dem Gesang der messa dello Spirito Santo feierlich eröffnet. Von den ersten Diskussionen an schien sein Standpunkt eindeutig nicht mit dem von Rom übereinzustimmen. Zusammen mit dem Entwurf zur Revision des Index von Paul IV. kam der Vorschlag, verurteilten Autoren und Verlegern die Möglichkeit zu gewähren, gehört und zugelassen zu werden, um ihre Gründe der allgemeinen Synode darzulegen. Im Gegensatz zu Simonetta, dem Anwalt der Interessen des römischen Hofes, hielt Kardinal Gonzaga es für angebracht, die bis dahin gezeigte Strenge zu mildern und den Häretikern, die nach Trient gekommen waren, sogar eine allgemeine Begnadigung zu gewähren. Ein Teil der Bischöfe beratschlagte sich zu diesem Vorschlag, der von kaiserlicher Seite wohlwollend aufgenommen wurde, und Mitte Februar wurde vorgeschlagen, denjenigen, die sich dem Konzil vorstellen wollten, ein sicheres Geleit zu gewähren. Wegen des starken Widerstandes seitens der dem Papst am nächsten stehenden Prälaten und denen Spaniens, die fürchteten, die Autorität der spanischen Inquisition sei beeinträchtigt, war Kardinal Gonzaga gezwungen, auf Instruktionen aus Rom zu warten. Aus Rom kam am 20. Februar die Bitte, die Hauptthemen der Kirchenreform zu vermeiden und diese Einschränkung zu akzeptieren. Ähnlich wie 1552, wurde am 4. März 1562 sicheres Geleit zugesagt, jedoch ausdrücklich nur den Anhängern der Confessio Augustana, wodurch Abtrünnige aus den eigenen Reihen davon ausgenommen waren. In der zweiten Märzhälfte versuchte der Papst erfolglos, die Diskussion über die Frage, ob die Residenzpflicht de jure göttlich sei, also unabhängig von päpstlicher Autorität, zu blockieren. Im folgenden Monat stand das Thema im Mittelpunkt erbitterter Auseinandersetzungen, in denen Kardinal Gonzaga sich neutral zeigte, aber nur noch mit einiger Mühe regieren konnte. Darüber hinaus verbreiteten sich Gerüchte über die Ernennung neuer Legaten.
Mit dem Beginn des Juni verschlechterten sich die Gesundheitsbedingungen von Gonzaga. Die Nachricht von der wachsenden Unzufriedenheit der Kurie und die fortwährende Gegnerschaft der Prälaten in Trient um den Bischof Sanfelice, unterstützt von Simonetta, veranlassten ihn, in Rom um die Entlassung ersuchen zu lassen. In Trient war seine Haltung bekannt und schuf vor allem unter den diplomatischen Vertretern Enttäuschung. Pius IV. nahm die Bitte jedoch nicht an. Mit einem kurzen Brief vom 29. Juni 1562 erneuerte er sein Vertrauen und drängte Gonzaga, sich mit Simonetta zu versöhnen, wie es im Juli geschah. Ab Mitte September enthielt sich Kardinal Gonzaga mehrmals seiner Arbeit und überließ die Präsidentschaft Kardinal Hosius. Anfang November beteiligte sich Gonzaga wieder an den Debatten, die über die Residenz erneut ausbrachen und vereitelte den Plan Simonettas, die Frage an den Papst abzugeben. Wochen hitziger Debatten folgten und Gonzaga konzentrierte sich auf Kompromisse, wobei er sich auf die Vermittlungsfähigkeiten von Kardinal Charles de Guise, den Leiter der französischen Delegation, verließ. Kardinal Gonzaga bereitete sich dann auf die für den 4. Februar 1563 geplante Sitzung vor, für die jedoch eine Verschiebung angeordnet wurde. Er schlug vor, die Arbeit zu beschleunigen, war jedoch inzwischen pessimistisch hinsichtlich der Möglichkeit, dass das Konzil bedeutende Reformen bewirken würde, da der Druck Roms und der katholischen Souveräne zunahm. Er befürchtete sogar eine mögliche Auflösung der Versammlung, da viele Teilnehmer gebeten wurden zu gehen.

### Tod und Vermächtnisse
Ende Februar 1563 wurde Ercole Gonzaga krank. Die Ärzte diagnostizierten zuerst eine Grippe, aber es war eher eine Lungenentzündung. Durch wiederholte Blutungen geschwächt, schien er nach ein paar Tagen in offensichtlicher Lebensgefahr zu sein. Er empfing die letzte Ölung unter dem Beistand von Jesuitenpater Diego Laínez und verstarb, kurz vor Mitternacht, am 2. März 1563 im Alter von 57 Jahren.
In seinem Testament hinterließ er Vermächtnisse für das Pfandhaus von Mantua, die Jesuiten, die ihm am nächsten stehenden Prälaten des Konzils und für die Offiziere des Gefolges. Nicht erwähnt werden stattdessen seine vier Kinder:
- Anna, eine Nonne im Dominikanerkloster von San Vincenzo in Mantua (zusammen mit Ippolita Gonzaga (1503–1570), der Schwester von Ercole Gonzaga)
- Camillo
- Elisabetta (oder Isabella), verheiratet mit Conte Federico Maffei
- Giulio Cesare, im Jahr 1557 geboren und seit 1576 im mantuanischen Senat

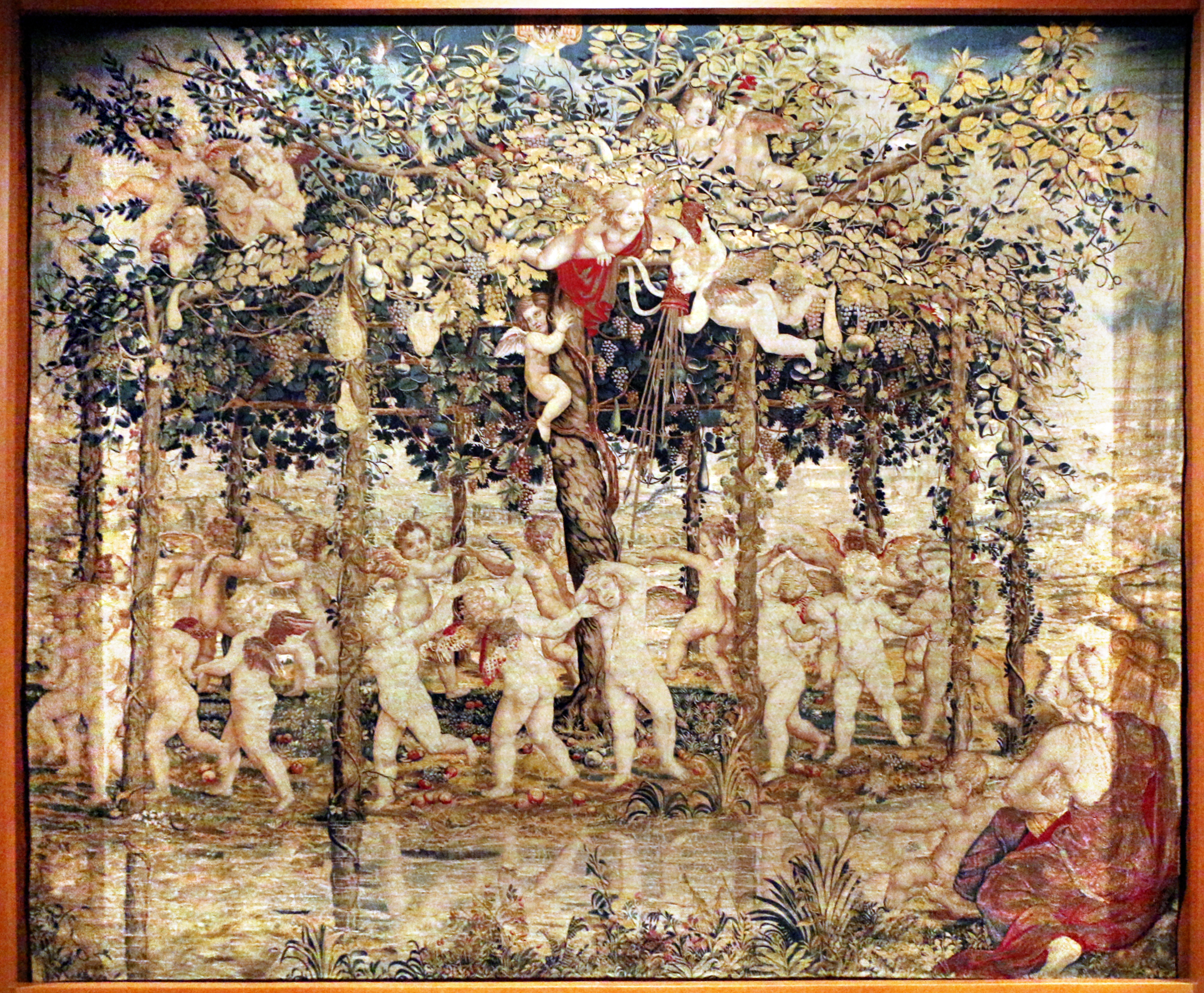
Tapisserie angefertigt für Kardinal Gonzaga, heute im Museu Calouste Gulbenkian, Lissabon

Frühere Vermächtnisse betrafen die Buch- und Kunstsammlungen des Gonzaga. Die vielfach gerühmte Buchsammlung wurde jedoch zerstückelt. Die Bibliothek enthielt 482 Texte über Theologie und Bibelwissenschaft, 140 Bücher zum Thema „Lutheraner“, 186 die Philosophie betreffende Werke, 471 zum Thema „Humanità“ und 150 „libri antiqui“, sehr alte Bücher, davon einige handgeschrieben oder von Hand gedruckt, zu verschiedenen Themen. Die kostbaren Wandteppiche mit der Darstellung von Putten, die 1542 bei Nicolas Karcher in Auftrag gegeben wurden, kamen als Vermächtnis an den Herzog Guglielmo Gonzaga.
Kardinal Ercole Gonzaga wurde im Dom von Mantua neben seinem Bruder Ferrante beigesetzt.